# IFRS 4
МСФО (IFRS) 4 «Договоры страхования» — международный стандарт финансовой отчетности, который описывает требования к представлению в финансовой отчетности договоров страхования,
обнародован в 2004 году Советом по МСФО и начинает действовать с 01.01.2005 года,
введен в действие для применения на территории Российской Федерации приказом Минфина России от 25.11.2011 № 160н.

## Определения
Договор страхования — договор, по которому страховщик принимает на себя значительный страховой риск от держателя полиса, соглашаясь предоставить компенсацию держателю полиса в случае, если оговоренное будущее событие, возникновение которого неопределенно (страховой случай), неблагоприятно повлияет на держателя полиса.
Страховщик — сторона, обязанная по договору страхования выплатить держателю полиса возмещение в случае наступления страхового случая.
Держатель полиса — сторона, имеющая право на получение возмещения по договору страхования в случае наступления страхового случая.
Страховой случай — будущее событие, предусмотренное договором страхования, возникновение которого неопределенно и которое создает страховой риск.
Страховой риск — риск, отличный от финансового риска, передаваемый держателем договора страховщику.
Финансовый риск — риск возможного изменения в будущем одного или нескольких из следующих факторов: заданной процентной ставки, цены финансового инструмента, цены товара, обменного курса иностранной валюты, индекса цен или ставок, кредитного рейтинга или кредитного индекса, или другой переменной, при условии, что в случае нефинансовой переменной, эта переменная не специфична для стороны по договору.
Договор прямого страхования — договор страхования, который не является договором перестрахования.
Договор перестрахования — договор страхования, выпущенный перестраховщиком с целью компенсировать цеденту убытки по одному или нескольким договорам, выпущенным цедентом.
Перестраховщик — сторона, обязанная по договору перестрахования выплатить цеденту возмещение в случае наступления страхового случая.
Цедент — держатель страхового полиса по договору перестрахования.
Договор финансовой гарантии — договор, который требует от эмитента произвести определённые платежи для возмещения держателю договора убытка, понесенного в связи с тем, что определённый должник не осуществляет платежи при наступлении срока в соответствии с первоначальными или изменёнными условиями долгового инструмента.
Негарантированная возможность получения дополнительных выгод — обусловленное договором право на получение, в дополнение к гарантированным выплатам, дополнительных выгод:
- которые составляет значительную часть от общих выгод по договору
- сумма или сроки которых в соответствии с условиями договора оставлены на усмотрение эмитента
- которые в соответствии с условиями договора основываются:

- на показателях деятельности определённой группы договоров или определённого вида договора
- реализованных и/или нереализованных инвестиционных доходах от определённой группы активов, находящихся во владении эмитента
- прибыли или убытке компании, фонда или другого предприятия, выпустившего договор.

Страховое обязательство — чистые договорные обязанности страховщика по договору страхования.

## Сфера применения
Настоящий стандарт применяется:
- к договорам страхования (включая договоры перестрахования), которые оно выпускает, и договорам перестрахования, которыми оно владеет
- финансовым инструментам с негарантированной возможностью получения дополнительных выгод.

Примеры договоров, являющихся договорами страхования при условии, что передаваемый страховой риск значителен:
- страхование на случай кражи или причинения ущерба имуществу
- страхование ответственности товаропроизводителя, профессиональной ответственности, гражданской ответственности или страхование судебных расходов
- страхование жизни и планы страхования расходов по погребению (хотя наступление смерти определённо, неопределенным является момент, когда наступит смерть или, для некоторых видов страхования жизни, наступит ли смерть в течение периода, охватываемого страхованием)
- пожизненные пенсии и пенсии (то есть договоры, по которым обеспечивается возмещение в отношении будущего события, возникновение которого неопределенно (дожития аннуитента или пенсионера) для того, чтобы помочь аннуитенту или пенсионеру обеспечить определённый уровень жизни, на который в противном случае неблагоприятно повлияло бы его дожитие)
- страхование инвалидности и медицинское страхование
- гарантийные обязательства страхования, гарантийные обязательства в отношении потенциальных убытков работодателя, страхование успешного исполнения обязательств, гарантийные обязательства заключения контракта участником, выигравшим торги (тендер)
- кредитное страхование, предусматривающее определённые платежи для возмещения владельцу убытка, понесенного в связи с тем, что определённый должник не осуществляет платежи при наступлении первоначальных или изменённых сроков долгового инструмента
- гарантии на продукцию
- страхование титула собственности (то есть страхование на случай обнаружения недостатков титула собственности на землю, существование которых не было явным на момент заключения договора страхования)
- страхование на время путешествия (то есть возмещение держателям полиса денежными средствами или в натуральной форме ущерба, понесенного в течение их путешествия)
- облигации по катастрофам, по которым предусмотрено уменьшение выплат основной суммы, суммы процентов или и той, и другой сумм, если определённое событие неблагоприятно повлияет на эмитента облигации (кроме случаев, когда оговоренное событие не создает значительного страхового риска, например, если таким событием является изменение процентной ставки или обменного курса валют)
- страховые свопы и другие договоры, по которым размер выплат основывается на климатических, геологических или других физических переменных, относящихся к одной из сторон договора
- договоры перестрахования.

Страховщик на конец каждого отчётного периода оценивает, являются ли его признанные страховые обязательства адекватными, используя текущие расчетные оценки будущих потоков денежных средств по своим договорам страхования. Если такая оценка покажет, что балансовая стоимость его страховых обязательств (за вычетом связанных с ними отложенных затрат на приобретение и нематериальных активов) неадекватна в свете расчетных будущих потоков денежных средств, то вся недостающая сумма признается в полном объёме в составе прибыли или убытка.
Если актив цедента, связанный с перестрахованием, обесценился, то цедент должен соответствующим образом уменьшить его балансовую стоимость и признать этот убыток от обесценения в составе прибыли или убытка. Актив, связанный с перестрахованием, обесценивается в том, и только в том случае, если:
- существует объективное свидетельство, возникшее в результате события, которое произошло после первоначального признания актива, связанного с перестрахованием, что цедент может не получить все причитающиеся ему суммы по условиям договора
- влияние такого события на суммы, которые будут получены цедентом от перестраховщика, можно надежно оценить.

## Негарантированные возможности получения дополнительных выгод
Некоторые договоры страхования содержат как негарантированную возможность получения дополнительных выгод, так и элемент гарантированных выплат. Эмитент такого договора:
- может, но не обязан, признавать элемент гарантированных выплат отдельно от негарантированной возможности получения дополнительных выгод
- если он признает негарантированную возможность получения дополнительных выгод отдельно от элемента гарантированных выплат, то он должен классифицировать такую возможность либо как обязательство, либо как отдельный компонент капитала
- может признавать все полученные премии как выручку, не выделяя части, относящейся к компоненту капитала
- если эмитент классифицирует негарантированную возможность получения дополнительных выгод полностью как обязательство, то он должен провести проверку адекватности обязательств, применительно ко всему договору
- если эмитент классифицирует указанную негарантированную возможность, в какой-то части или полностью, как отдельный компонент капитала, то обязательство, признаваемое в отношении всего договора, должно быть не меньше чем сумма, которая могла бы возникнуть в результате применения IAS 39 к элементу гарантированных выплат
- может продолжать признавать премии по таким договорам как выручку и признавать возникающее увеличение балансовой стоимости обязательства как расход
- должен раскрыть общую сумму процентных расходов, признанных в составе прибыли или убытка, но не обязан рассчитывать соответствующую сумму процентных расходов с использованием метода эффективной ставки процента.

## Раскрытие информации
Раскрывается в примечаниях к финансовой отчетности:
- учетная политика в отношении договоров страхования и связанных с ними активов, обязательств, доходов и расходов
- признанные активы, обязательства, доходы и расходы (и, если он использует прямой метод для представления своего отчета о движении денежных средств, потоки денежных средств), возникающие в связи с договорами страхования. Более того, если страховщик является цедентом, то он должен раскрыть:

- прибыли и убытки от покупки перестрахования, признанные в составе прибыли или убытка
- если цедент откладывает и амортизирует прибыли и убытки, возникающие в связи с покупкой перестрахования, то амортизацию за период и недоамортизированные суммы на начало и конец соответствующего периода.

- процесс, используемый для определения допущений, обладающих наибольшим влиянием на оценку признанных сумм
- влияние изменений в допущениях, используемых при оценке активов, связанных со страхованием, и страховых обязательств, показав отдельно влияние каждого изменения, существенно повлиявшего на финансовую отчетность
- выверку изменений в страховых обязательствах, активах, связанных с перестрахованием, и, при наличии таковых, связанных с ними отложенных затрат на приобретение.